# Hohenwarthia hohenwarti
Hohenwarthia hohenwarti is een slakkensoort uit de familie van de Ferussaciidae. De wetenschappelijke naam van de soort is voor het eerst geldig gepubliceerd in 1839 door Rossmassler.